# Kraj blanických rytířů
Kraj blanických rytířů je turistická oblast, která se rozkládá v jihovýchodní části středních Čech. Centrem oblasti je Velký Blaník, ležící v CHKO Blaník. K významným městům, která do oblasti spadají, náleží Vlašim, Votice, Zruč nad Sázavou, Čechtice nebo Louňovice pod Blaníkem. Region bývá tradičně nazýván jako Podblanicko, jeho severozápadní část jako Česká Sibiř. 

## Popis
Projekt Kraj blanických rytířů vznikl na základě spolupráce obcí Podblanicka v roce 2006. V roce 2018 byl založen Kraj blanických rytířů, z.s. Od roku 2019 je oblast certifikovanou oblastní turistickou destinací v rámci krajské oblastní destinace Střední Čechy. Místním výrobkům a službám na území Kraje blanických rytířů  je udělována regionální značka KRAJ BLANICKÝCH RYTÍŘŮ Regionální produkt.
Na území oblasti působí národní geopark Kraj blanických rytířů.

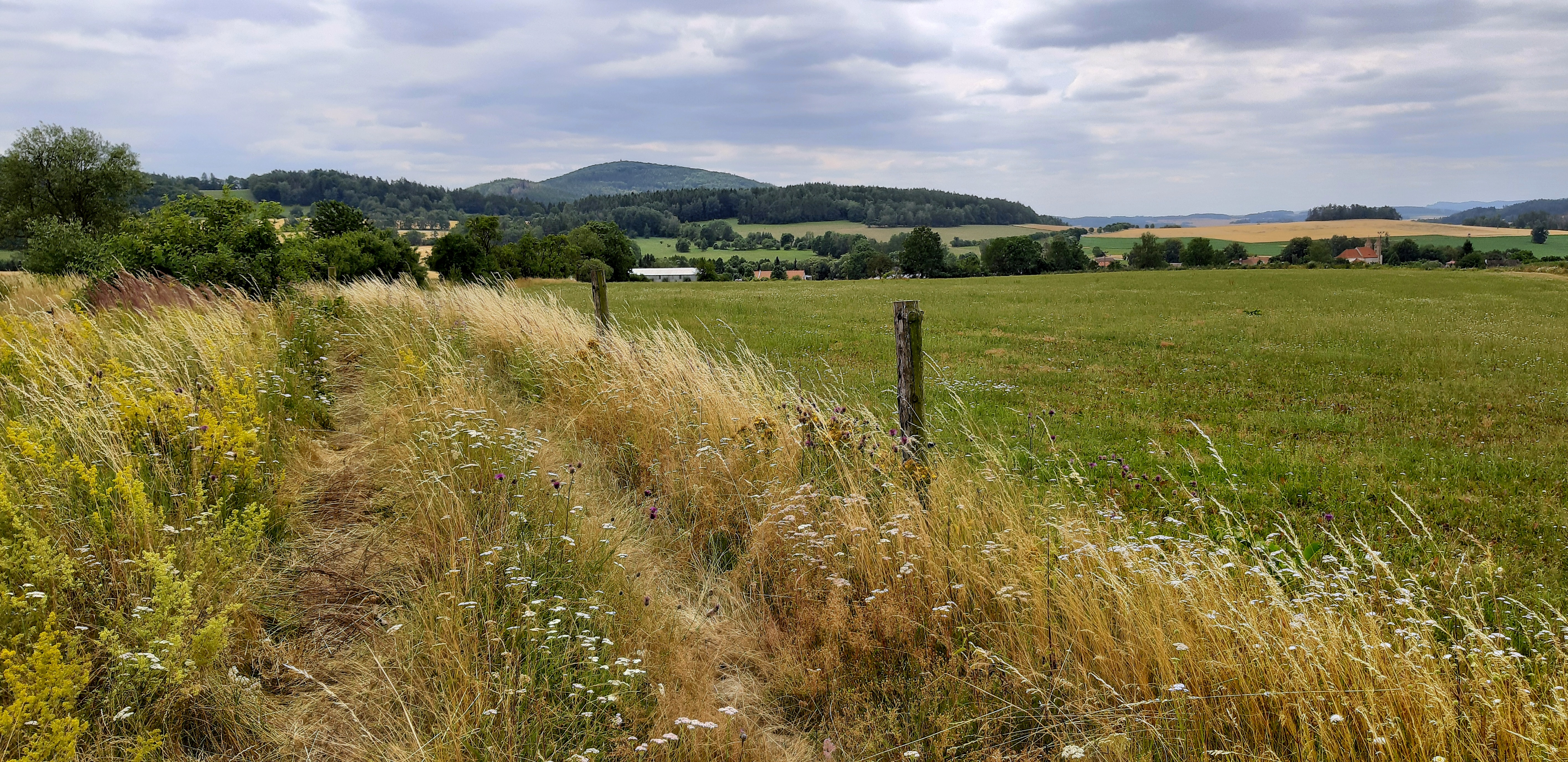
Památná hora Velký Blaník

## Turismus
Kraj blanických rytířů je geologicky a morfologicky členitým územím, jehož charakter je dán zlomem blanické brázdy. Jediným výrazným výškovým bodem je žulový masiv Velký Blaník. Oblast je hojně protkána sítí naučných a cyklostezek, poutních a turistických tras. Hlavními turistickými cíli regionu jsou Velký Blaník, Malý Blaník, Dům přírody Blaníku, rozhledna Velký Blaník, zámek a park ve Vlašimi, zámek a park ve Zruči nad Sázavou, Vodní dům u Hulic, Včelí svět v Hulicích, Klášter sv. Františka z Assisi ve Voticích, Zámek Vrchotovy Janovice a Ekocentrum Čapí hnízdo.  